# Thyria
Thyria är ett vattendrag i Belgien.   Det ligger i provinsen Namur och regionen Vallonien, i den centrala delen av landet, 60 km söder om huvudstaden Bryssel.
Omgivningarna runt Thyria är en mosaik av jordbruksmark och naturlig växtlighet. Runt Thyria är det ganska tätbefolkat, med 93 invånare per kvadratkilometer.